# برسین
برسین (به انگلیسی: Barsin) یک منطقهٔ مسکونی در پاکستان است که در خیبر پختونخوا واقع شده‌است. برسین ۱٬۱۱۲ متر بالاتر از سطح دریا واقع شده‌است.